# Zoòtrop

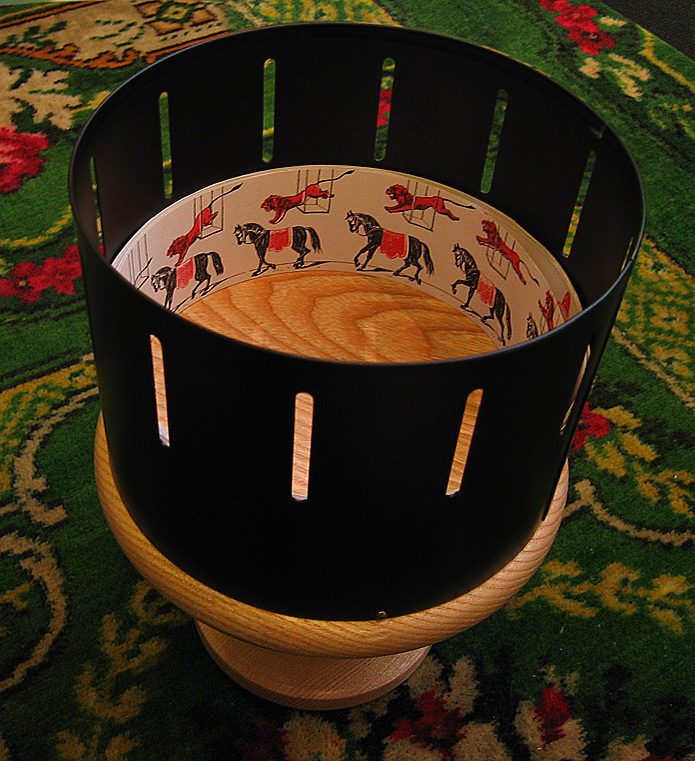
Rèplica moderna d'un zoòtrop de l'època victoriana

El zoòtrop (del grec ζωή zoe, "vida" i τρόπος tropos, "girar") és una joguina òptica inventada per William George Horner el 1834 i distribuït el 1867. Es basa en el fenomen de la persistència de la visió o persistència retinal per crear la il·lusió de moviment, i funciona col·locant una seqüència d'imatges que mostra les diferents fases del moviment dins el cilindre del tambor. S'inspirava en el fenaquistoscopi però, a diferència d'aquest, permetia que diverses persones el contemplessin alhora. El seu creador li donà el nom original de daedaleum, fent referència a l'arquitecte grec Dèdal, creador del laberint de Creta i suposat inventor de les imatges humanes i animals dotades de moviment. Es popularitzà però amb el nom de zoòtrop o tambor màgic, roda de la vida o roda del diable.
El zoòtrop era compost d'un tambor circular amb unes petites ranures homogèniament distribuïdes a la seva part superior i una tira d'imatges que descomponien un moviment cíclic enganxada a la part interior del tambor, just per sota de les ranures. En girar el tambor si es mirava a través d'una de les ranures s'obtenia la il·lusió del moviment.

## Possibles invencions primerenques
Un bol de ceràmica d'uns  5000 anys, trobat a l'Iran, podria ser considerat el predecessor del zoòtrop. Era un bol decorat amb una sèrie d'imatges d'una cabra saltant cap a un arbre i menjant fulles. Les imatges formen una seqüència i semblen estar distribuïdes de manera que si el bol rotés ràpidament es podria veure el moviment. Encara no se sap si l'artista que ho va crear tenia cap intenció de crear l'animació.
Segons a un text històric xinès del segle iv, l'artesà Ding Huan va crear una làmpada amb unes bandes circulars amb imatges d'uns ocells i animals que es movien de manera natural quan el calor de la làmpada causava que la banda rotés. No és clar, però, si realment creava la il·lusió de moviment o si era una interpretació del moviment dels dibuixos dels animals. Van existir diverses variacions del mateix aparell. Una d'aquestes variacions tenia unes imatges pintades en làmines primes de paper als costats de la llum.. Quan aquest es posen sobre el llum donen la impressió de moviment dels animals dibuixats.

## Evolució del zoòtrop
El Zoòtrop va ser un dels invents que va permetre el sorgiment del cinema tal com el coneixem avui en dia. Va ser inventat el 1834 aproximadament per William George Hörner. El Zootrop és una màquina estroboscòpica composta per un tambor circular en el qual es presenten obertures a través dels quals l'espectador pot observar les imatges o escenes que han estat dibuixades a dins de l'interior del tambor. Quan fem girar aquest invent els dibuixos apareixen en moviment i per als nostres ulls sembla que s'estiguin movent de veritat. Va ser un joc molt popular a l'època, decorava salons de reunió de les classes més acomodades del segle xix. Tanmateix, no es podria considerar cinema perquè es gaudia de manera individual i els dibuixo no es veien en moviment de manera col·lectiva.
Els primers zoòtrops, creats a mitjans del segle xix, eren activats per les mans dels usuaris, que feien rodar el tambor per tal de crear la il·lusió del moviment. Posteriorment, a inicis del segle xx, es van crear els zoòtrops de corda. Aquests nous models, disposàven d'una maneta situada a la part lateral de l'objecte que activava un mecanisme de corda per tal de crear la il·lusió de projecció cinematogràfica de forma automàtitzada. Finalment, la ràpida evolució tecnològica del món del cinema va deixar aquests objectes obsolets.

## Invenció

### Simon Stampfer (1833)
Simon Stampfer, un dels inventors del disc d'animació fenakistiscopi (o "discos estroboscòpics", com els va anomenar), va suggerir el juliol de 1833 en un fulletó que la seqüència d'imatges per a l'animació estroboscòpica es podia col·locar en un disc, un cilindre o una tira de paper o llenç enrotllada al voltant de dos rodets paral·lels. Stampfer va optar per publicar el seu invent en forma de disc.

### William Horner (1834)
Després de notar la invenció de Joseph Plateau del fenakisticope (publicat a Londres com a "fantasmascopi"), el matemàtic britànic William George Horner va idear una variació cilíndrica i va publicar detalls sobre els seus principis matemàtics el gener de 1834. Va anomenar el seu dispositiu Daedaleum, com a referència al mite grec de Dèdal. El tambor giratori d'Horner tenia ranures de visualització entre les imatges, en comptes d'amunt com ho tindrien les variacions posteriors del zoòtrop. Horner tenia previst publicar el daedaleum amb l'òptic King, Jr a Bristol, però "probablement es va trobar amb algun impediment en el dibuix de les figures".

### Visualitzadors de seqüències fotogràfiques experimentals (dècada de 1850-1860)
Durant les tres dècades següents, el fenakisticope va continuar sent el dispositiu d'animació més comú, mentre que relativament poques variacions experimentals van seguir la idea del daedaleum de Horner o del cilindre estroboscòpic de Stampfer. La majoria dels dispositius semblants a zoòtrops creats entre 1833 i 1865 estaven destinats a la visualització de seqüències fotogràfiques, sovint amb un efecte estereoscòpic. Aquests inclouen Stereophoroskop de Johann Nepomuk Czermak, sobre el qual va publicar un article el 1855.
El 27 de febrer de 1860, Peter Hubert Desvignes va rebre la patent britànica núm. 537 per a 28 variacions monoculars i estereoscòpiques de dispositius estroboscòpics cilíndrics. Això incloïa una versió que utilitzava una banda interminable d'imatges que corrien entre dues bobines que s'il·luminava de manera intermitent per una espurna elèctrica. Mimoscope de Desvignes, va rebre una Menció Honorífica "per l'enginy de la construcció" a l'Exposició Internacional de 1862 a Londres. Podria "exposar dibuixos, maquetes, fotografies individuals o estereoscòpiques, per animar moviments d'animals, o el de maquinària, mostrant diverses altres il·lusions". Desvignes "va emprar models, insectes i altres objectes, en comptes d'imatges, amb perfecte èxit". Les ranures horitzontals (com a l'Stereophoroskop de Czermak) van permetre una visió molt millorada, amb els dos ulls, de les imatges oposades.

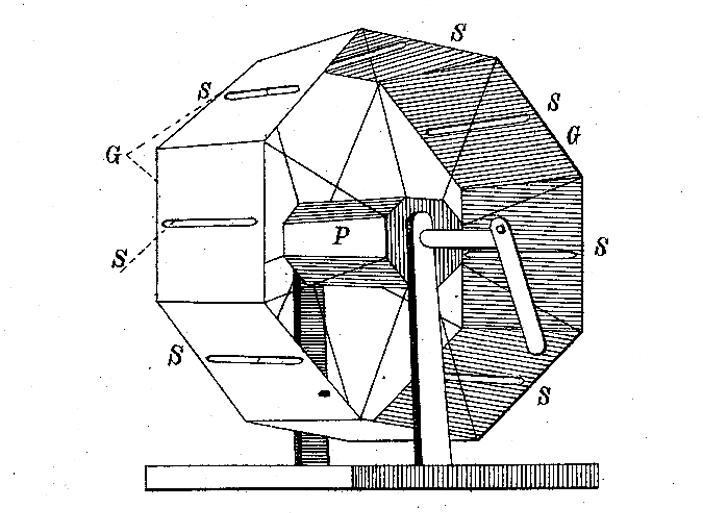
Stereophoroskop de 1855 de Czermak

### William Ensign Lincoln i Zoetrope de Milton Bradley (1865–1867)
William Ensign Lincoln va inventar el zoòtrop definitiu el 1865 quan tenia uns 18 anys i era estudiant de segon a la Brown University, Providence, Rhode Island. La versió patentada de Lincoln tenia les ranures de visualització a un nivell per sobre de les imatges, cosa que permetia l'ús de tires d'imatges fàcilment substituïbles. També tenia un disc de paper il·lustrat a la base, que no sempre s'aprofitava en les versions produïdes comercialment. Seguint l'assessorament del propietari d'una llibreria local, Lincoln va enviar un model als litògrafs de colors i als fabricants de jocs de taula Milton Bradley and Co. Alguns propietaris de botigues van anunciar el zoètrop als diaris nord-americans el desembre de 1866. William E. Lincoln va sol·licitar una patent dels EUA per al seu Zoëtrope el 27 de juliol de 1866 com a cedent a Milton Bradley, i es va concedir el 23 d'abril de 1867. També va ser patentat al Regne Unit de Gran Bretanya i Irlanda el 7 de juny de 1867 (aplicació el 6 de març de 1867) sota el núm. 629, per Henry Watson Hallett (com a comunicació que li va fer Milton Bradley), i al Segon Imperi francès de Charles William May (presentada el 14 de maig de 1867).
Al llarg dels anys, Milton Bradley va publicar almenys set sèries numerades de dotze tires de zoòtrop cadascuna, així com un conjunt de dotze tires del professor Robert Hallowell Richards que mostra les transformacions graduals d'una forma isomètrica a una altra, i una tira disponible per separat que mostra el progrés de el revolt grec (una dona que es transforma en un camell). La London Stereoscopic and Photographic Company tenia llicència com a editor britànic i va repetir la majoria de les animacions de Milton Bradley, alhora que va afegir un conjunt de dotze animacions del famós il·lustrador britànic George Cruikshank el 1870. El llicenciat francès F. Delacour & Bakes va produir el "Zootrope, ou cercle màgic", del qual el diari Le Figaro va demanar 10.000 exemplars per vendre als subscriptors en un preu reduït.

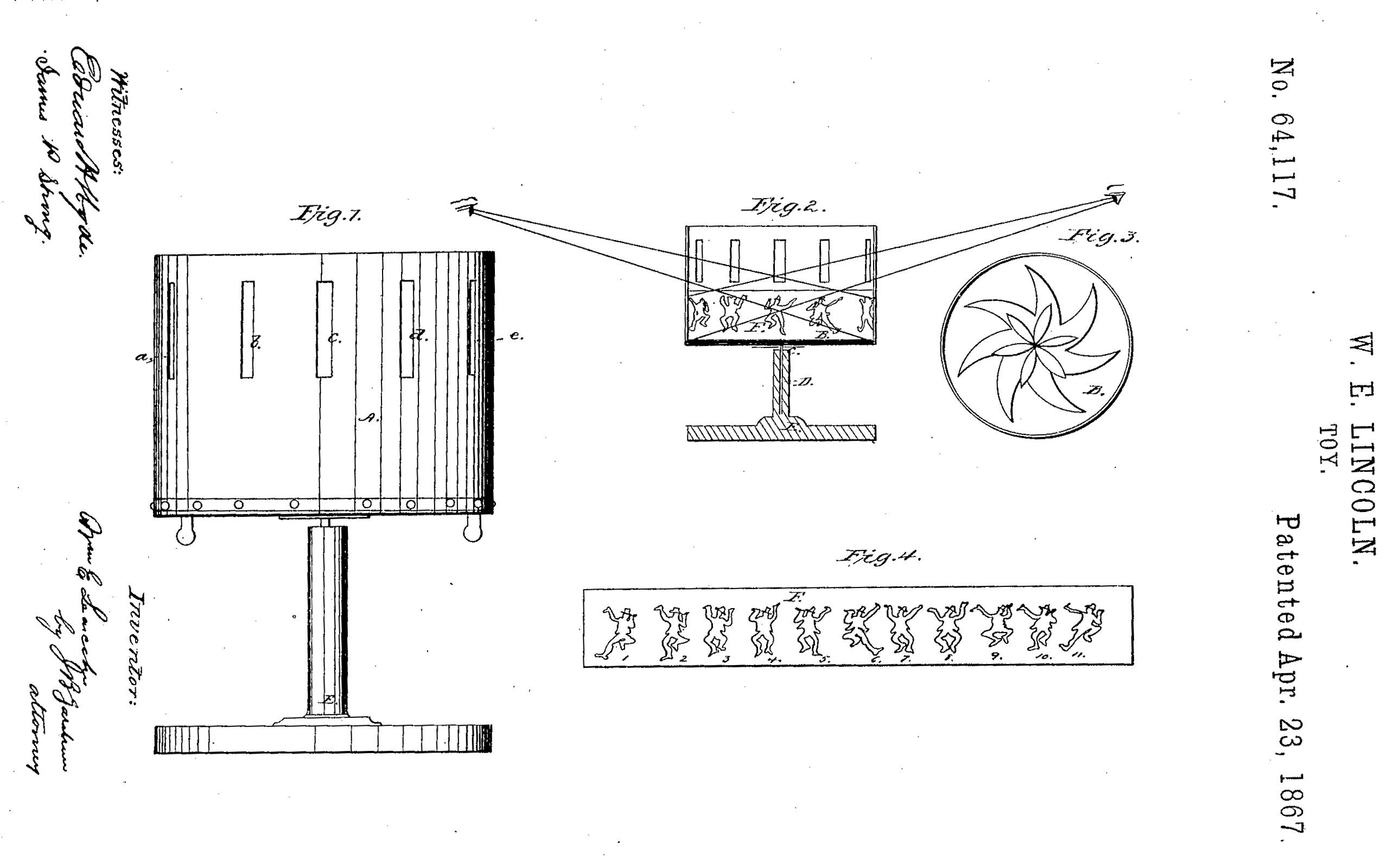
W.E. Patent dels Estats Units núm. 64.117 de Lincoln del 23 d'abril de 1867

### El zoòtrop millorat de James Clerk Maxwell
El 1868 James Clerk Maxwell va fer construir un zoòtrop millorat. En lloc de ranures, va utilitzar lents còncaves amb una distància focal igual al diàmetre del cilindre. Així, la imatge virtual es veia al centre i semblava molt més nítida i estable que en el zoòtrop original. Maxwell va dibuixar diverses tires que demostraven principalment temes relacionats amb la física, com les vibracions d'una corda d'arpa o els anells de vòrtex de Helmholtz que s'enfilaven entre ells. Un article sobre el "Zootrope perfectionné" es va publicar a la revista científica francesa Le Cosmos el 1869, però el dispositiu mai es va comercialitzar. El zoòtrop original de Maxwell i algunes tires es conserven a la col·lecció del Museu Cavendish de Cambridge.

## Zoòtrops lineals
Un Zoòtrop lineal es tracta d'una pantalla lineal opaca amb petites ranures verticals; darrere de cada ranura s'hi troba una imatge, normalment il·luminada. L'efecte de moviment es crea quan mires a través de les ranures a mesura que et desplaces al llarg del dispositiu.
Els zoòtrops lineals es diferencien dels cilíndrics a causa de les seva forma geomètrica; els zoòtrops linears poden tenir animacions arbitràriament més llargues i poden causar deformacions com que la imatge aparegui més ample del que realment és.

### Zoòtrops de metro

#### Estats Units
El setembre de 1980, el cineasta independent Bill Brand va instal·lar una mena de zoòtrop linear que va anomenar "Masstransiscope" en una andana de metro en desús de l'antiga estació de Myrtle Avenue del Metro de Nova York. L'invent consistia en una paret amb 228 ranures amb un panell pintat a mà darrere de cadascuna, de manera que els passatgers del metro en marxa veiessin una imatge en moviment quan passessin per l'estació. Després de quedar abandonat, el "Masstransiscope" va ser restaurat l'any 2008; des de llavors, un seguit d'artistes i publicistes van començar a utilitzar les parets dels tunnels del metro per a crear l'efecte zoòtrop des dels trens en moviment.
Joshua Spodek, graduat en astrofísica, va concebre i desenvolupar un mena de zoòtrop lineal que, per primer cop en cent anys, va fer que un zoòtrop triomfés comercialment. El setembre de 2001 va fer la presentació del seu disseny a un túnel del metro d'Atlanta, aquest mostrava una propaganda als passatgers que hi passaven. El dispositiu visualitzador està il·luminat internament i mesura uns 300 metres de llarg, amb una animació que dura uns 20 segons aproximadament. Aquest disseny va aparèixer més tard en altres metros en tot Nord-amèrica, Àsia i Europa, tant per motius comercials com artístics.
El 2006, es va instal·lar al Districte de Transport Ràpid de l'Àrea de la Badia (BART) de San Francisco un tipus de zoòtrop propagandístic entre les estacions de l'Embarcadero i Montgomery que podia veure’s des d'ambdues direccions. Aquest zoòtrop encara pot veure’s actualment.
El metro de Nova York va albergar dos zoòtrops lineals digitals durant el programa Arts for Transit. El primer, “Bryant Park en moviment”, va instal·lar-se el 2010 a l'estació de Bryant Park, i va ser creat per Spodek i estudiants de la Tisch School of Arts de la Universitat de Nova York que participaven en el programa de Telecomunicacions Interactives. L'altre, “Union Square in motion”, va ser instal·lat el 2011 a l'estació d'Union Square, també per Spodek i aquest cop acompanyat d'alumni de la Parsons School for Design en el programa d'Art, Media, i tecnologia.

#### Altres llocs
Al metro de Kiev (a Kíiv, Ucraïna) també es va presentar l'any 2008 un anunci per a la companyia telefònica Life en un dels túnels que també feia servir l'efecte zoòtrop. Va ser enretirat ràpidament.
A la ciutat de Mèxic (a Mèxic) es va col·locar un anunci d'Honda Civic que feia servir l'efecte zoòtrop en un dels túnels de la Línia 2.

## Zoòtrops 3D

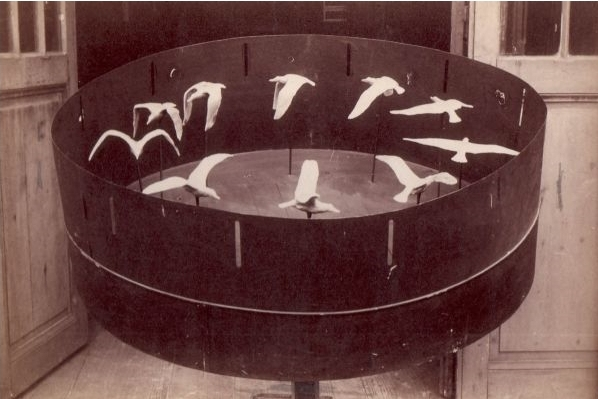
Zoòtrop fet per Marey l'any 1887 amb les escultures d'una gavina en les diferents fases del vol.

Els zoòtrops 3D apliquen el mateix principi als models tridimensionals. Aquesta variació va ser suggerida per diversos inventors, incloent Étienne-Jules Marey, qui l'any 1887 va utilitzar un gran zoòtrop per animar unes series de models plàstics basats en ocells en ple vol que ell havia fotografiat. 
Per a fer-ho, el mecanisme consistia en diferents figures amb lleugers canvis de posició que es col·locaven equidistantment l'un de l'altre. Antigament, el que funcionava com a obturador (element que obstrueix la visió mentre es produeix el canvi de posició de les figures) era una tira de metall en frorma circular amb petites incisions a les parets per poder veure-hi l'il·lusió. Actualment, aquest mecanisme s'ha substituït per llums estroboscòpiques, que s'encenen i s'apaguen amb una freqüència concreta per il·luminar en el moment precís en que la figura 3D ha substituït a la que anteriorment es trobava en la seva posició.

### Estudi Ghibli
El Museu Ghibli a Tòquio (Japó) compta amb un zoòtrop 3D dels personatges de la pel·lícula animada de El meu veí Totoro. El zoòtrop està acompanyat per una explicació, i és una part d'una exhibició que explica els principis de l'animació i els aparells històrics.

### Toy Story
Pixar va crear un zoòtrop 3D inspirat en el de Ghibli per al seu tour d'exhibició, el qual va ser mostrat per primera vegada al Museu d'Art Modern de Nova York i comptava amb personatges de Toy Story. Pixar ha creat dos zoòtrops més, ambdós amb una vista de 320 graus. Un va ser instal·lat a Disney California Adventure Park, el parc germà de Disneyland, fins que va ser traslladat a The Walt Disney Studios a Burbank, CA. L'altre està instal·lat al parc Disneyland de Hong Kong. El zoòtrop original de Toy Story encara s'ensenya arreu del món pel 25th aniversari de Pixar. L'any 2015, al CaixaForum Barcelona, a la Plaça Espanya, es va fer una exposició on es trobava aquest mateix dispositiu.

### "All Things Fall"
Aquest zoòtrop va ser creat per l'artista britànic Mat Collishaw i està inspirat pel quadre de Scarsellino, La Masacre dels Inocents. El projecte, anomenat “All Things Fall” va ser presentat en la exhibició de “Black Mirror” a la Galleria Broghese de Roma. Està feta de ferro, alumini i resina i encesa per llums LED i amb un motor elèctric que li dona energia. Originàriament va ser dissenyada en tres dimensions. Cada model de la figura va ser impresa en 3D per una impressora ABS. 

### Peter Hudson
Entre el 2002 i 2016, Peter Hudson i els creadors de Spin Art han creat múltiples zoòtrops interactius. Això va començar amb “Sisyphish” (2002), un zoòtrop que utilitza la llum per animar figures humanes reals nadant en un gran disc rotatori. Sisyphish, a vegades anomenat Playa Swimmers, es va donar a conèixer a l'esdeveniment d'art o cultura, Burning Man, en el Black Rock Desert de Nevada.
El zoòtrop creat més recentment s'anomena “Eternal Return”, va ser construïda en dos anys, i va ser donat a conèixer al 2014 en el Black Rock Desert, Els zoòtrops de Peter Hudson estan ubicats a San Francisco i exposats a diversos festivals i esdeveniments especials dels Estats Units.

## Rècord Mundial
En 2008, Artem Limited, una companyia d'efectes visuals, va construir un zoòtrop de 10 metres d'ampli i 10 metres d'impressió, anomenada BRAVIA-drome, per promoure la tecnologia de moviment interpolar de Sony (motion interpolation technology). Compta amb 64 imatges de Kaká, el futbolista brasiler. Ha estat declarat el zoòtrop més llarg del món per El Rècord Guinness.

## Usos en els mitjans de comunicació actual
Des de finals del segle 20, els zoòtrops han tingut un ús ocasional per a obres d'art, entreteniment, i altres usos dels mitjans de comunicació.

### En la cultura popular
Blue Man Group utilitza un zoòtrop en els seus espectacles a Las Vegas i el Teatre Aquos de Sharp a Universal Studios (Orlando, Florida).
La pel·lícula de 1999 a House on Haunted Hill utilitza una càmera de zoòtrop de mida humana com a tema de terror tort.
El zoòtrop es va utilitzar en la filmació del video musical de "My Last Serenade" de Viu o Just Breathing (2002) de Killswitch Engage. Aquest conté una dona mirant a través de les escletxes en un zoòtrop mentre es mou; com es veu més a prop, la càmera es mou a través de les ranures en el zoòtrop, on la banda està tocant la cançó.
En 2007, una imatge d'un zoòtrop es va donar a conèixer com un dels nous identificatius de la BBC Dos: una ciutat futurista amb cotxes voladors vistos a través de la forma del número dos.
El 2009, el programa dramàtic anomenat Skins llença silenciosos clips de sèrie de quatre que coincideixen amb la seva competència mash-up. Un dels clips mostren el personatge d'Emily Fitch mirant en un zoòtrop.
El 2011, Scott Blake va crear una "9/11 Zoetrope" que permet als espectadors veure una recreació contínua del vol 175 d'United Airlines que va xocar contra la torre sud del World Trade Center.
El 2012 l'estudi d'animació Sehsucht, Berlín va crear el primer partit dels 2012 MTV Europe Music Awards. L'animació CGI compta amb un zoòtrop 3D que mostra una història del somni americà. L'animació segueix la vida de Roxxy i Seth, el qual, a través dels mitjans socials i la popularitat arriba a l'altura del seu èxit jugant al EMA del cim del carrusel del zoòtrop. Va ser dirigit pel company Steinforth i produïda per Christina Geller.
El 2013, el director Jeff Zwart crea una pel·lícula de dos minuts, "Forza / Filmspeed", la promoció de Forza Motorsport 5. La producció va col·locar imatges fixes d'alta resolució del joc en els panells al voltant de Barber Motorsports Park i els va filmar d'una càmera connectada a un McLaren esportiu MP4-12C cotxe.